# Thomas Königshofer
Thomas Königshofer (Viena, 1 de junho de 1969) é um desportista austríaco que competiu no ciclismo na modalidade de pista. Ganhou uma medalha de bronze no Campeonato Mundial de Ciclismo em Pista de 1989, na prova amador de meio fundo. O seu irmão Roland também competiu em ciclismo.

## Medalheiro internacional
| Campeonato Mundial | Campeonato Mundial | Campeonato Mundial | Campeonato Mundial |
| Ano                | Lugar              | Medalha            | Competição         |
| ------------------ | ------------------ | ------------------ | ------------------ |
| 1989               | Lyon ( França)     | Medalha de bronze  | Meio fundo (A)     |